# Justina Klimczyk
Justina Klimczyk (* 1973 in Zabrze, Polen) ist eine deutsche Kostüm- und Bühnenbildnerin im Bereich Oper und Schauspiel.

## Leben und Wirken
Klimczyk wuchs in Polen, Algerien und Deutschland auf und studierte zwischen 1994 und 1999 Bühnenbild und Kostümbild an der Staatlichen Akademie der Bildenden Künste Stuttgart bei Jürgen Rose. Davor absolvierte sie zwischen 1992 und 1994 zahlreiche berufsvorbereitende Praktika und Assistenzen u. a. an der Staatsoper Stuttgart und am Grillo-Theater in Essen. Erste Berufserfahrung sammelte sie als Ausstattungsassistentin am Schauspiel Stuttgart (1999–2001) und als Kostümassistentin am Thalia Theater in Hamburg (2001–2003), u. a. für Martin Kušej. Seit 2003 arbeitet sie als freischaffende Kostüm- und Bühnenbildnerin im Bereich Oper und Schauspiel im gesamten deutschsprachigen Raum.
Justina Klimczyk lebt in Berlin.

## Theater- und Opernprojekte (Auswahl)
- 2006 Theater Konstanz: Bühnenbild für die Bühnenfassung von Wie im Himmel von Kay Pollak (Regie: Bettina Bruinier)
- 2009 Komische Oper Berlin: Kostüme für Der Vetter aus Dingsda  von Eduard Künneke (Regie: Cordula Däupers)
- 2010 Staatsoper Stuttgart: Kostüme für  Pinocchios Abenteuer von Jonathan Doves (Regie: Markus Bothes)
- 2010 Münchner Volkstheater: Kostüme für Ein Volksfeind von Henrik Ibsen (Regie: Bettina Bruinier)
- 2013 Schauspiel Frankfurt bei den 38. Mülheimer Theatertagen NRW: Bühnenbild für X-Freunde von Felicia Zeller (Regie: Bettina Bruiner)
- 2013 Oldenburgisches Staatstheater: Kostüme für The Rake’s Progress von Igor Strawinsky (Regie: Markus Bothe)
- 2014 Staatsschauspiel Dresden: Kostüme für Merlin oder Das wüste Land von Tankred Dorst (Regie: Kristo Šagor).
- 2015 Theater Freiburg: Kostüme für Orpheus und Eurydike von C. W. Gluck (Regie: Markus Bothe).
- 2015 Staatstheater Braunschweig: Bühnenbild und Kostüme für Kassandra von Christa Wolf (Regie: Nora Somaini) sowie Das Ballhaus von Stephan Rottkamp  und die Kostüme für  Faust. von Charles Gounod
- 2016 Schauspielhaus Graz: Kostüme für die Oper Struwwelpeter von Julian Crouch und Phelim McDermott
- 2017 Schauspielhaus Graz: Kostüme für Cyrano de Bergerac von Edmond Rostand (2017).
- 2017 Nationaltheater Mannheim: Kostüme für Norma von Vincenzo Bellinis
- 2018 Saarländisches Staatstheater: Bühnenbild und Kostüme für das Drama Fake Reports von Kathrin Röggla (Regie: Bettina Bruinier).
- 2018 Deutsches Schauspielhaus Hamburg: Kostüme für Robin Hood 8+ von Markus Bothe und Nora Khuon
- 2018 Nationaltheater Weimar: Kostüme für die Uraufführung von Verzicht auf zusätzliche Beleuchtung von Oliver Bukowski (Regie: Stephan Rottkamp), eine Koproduktion mit den Ruhrfestspielen Recklinghausen
- 2018 Schauspielhaus Graz: Kostüme  für Lulu von Frank Wedekind
- 2019 Nationaltheater Mannheim:  Kostüme für Orpheus in der Unterwelt von Jacques Offenbach
- 2019 Theater Heidelberg: Kostüme für Die Räuber von Friedrich Schiller und 2008 für Endspiel von Samuel Beckett (Regie: Marc Becker)